# Zakrzówek (gromada w powiecie kraśnickim)
Zakrzówek – dawna gromada, czyli najmniejsza jednostka podziału terytorialnego Polskiej Rzeczypospolitej Ludowej w latach 1954–1972.
Gromady, z gromadzkimi radami narodowymi (GRN) jako organami władzy najniższego stopnia na wsi, funkcjonowały od reformy reorganizującej administrację wiejską przeprowadzonej jesienią 1954 do momentu ich zniesienia z dniem 1 stycznia 1973, tym samym wypierając organizację gminną w latach 1954–1972.
Gromadę Zakrzówek z siedzibą GRN w Zakrzówku (osadzie) utworzono – jako jedną z 8759 gromad na obszarze Polski – w powiecie kraśnickim w woj. lubelskim na mocy uchwały nr 10 WRN w Lublinie z dnia 5 października 1954. W skład jednostki weszły obszary dotychczasowych gromad Zakrzówek osada, Zakrzówek Majoracki, Rudki i Zakrzówek wieś (bez przysiółka Rudy) ze zniesionej gminy Zakrzówek w tymże powiecie. Dla gromady ustalono 27 członków gromadzkiej rady narodowej.
1 stycznia 1958 do gromady Zakrzówek włączono obszary zniesionych gromad Bystrzyca i Majdan w tymże powiecie.
31 grudnia 1964 do gromady Zakrzówek włączono wieś Sulów, wieś i kolonię Studzianki, kolonię Góry oraz przysiółek Rudy ze zniesionej gromady Sulów w tymże powiecie.
Gromada przetrwała do końca 1972 roku, czyli do kolejnej reformy gminnej. 1 stycznia 1973 w powiecie kraśnickim reaktywowano gminę Zakrzówek.